# Xandrames (vlinder)
Xandrames is een geslacht van vlinders van de familie spanners (Geometridae), uit de onderfamilie Ennominae.

## Soorten
- X. albofasciata Moore, 1867
- X. cnecozona Prout, 1926
- X. dholaria Moore, 1868
- X. latiferaria Walker, 1860
- X. opisthochroma Prout, 1928
- X. postmarginata Wileman & South, 1917
- X. xanthomelanaria Poujade, 1895